# Elena Serova
Elena Olégovna Serova  (en ruso: Елена Олеговна Серова, 22 de abril de 1976) es una cosmonauta rusa, seleccionada en 2006 para la Expedición 41.

## Vida personal
Serova es la esposa del astronauta Mark Serov, seleccionado en RKKE-13 en 2003, pero se retiró antes de volar las misiones. Ellos tienen una hija.

## Educación
En marzo de 2001, Serova se graduó de la Facultad de Aeronáutica del Instituto de Aviación de Moscú (MAI) calificada como ingeniera. En 2003 se graduó de la Academia de Ingeniería del Instrumento Estatal de Moscú e información calificada como economista.

## Experiencia
Antes de la inscripción como cosmonauta, Serova ha trabajado como ingeniera de la segunda categoría de RSC Energia, y en el Centro de Control de Misión.

## Carrera de Cosmonauta

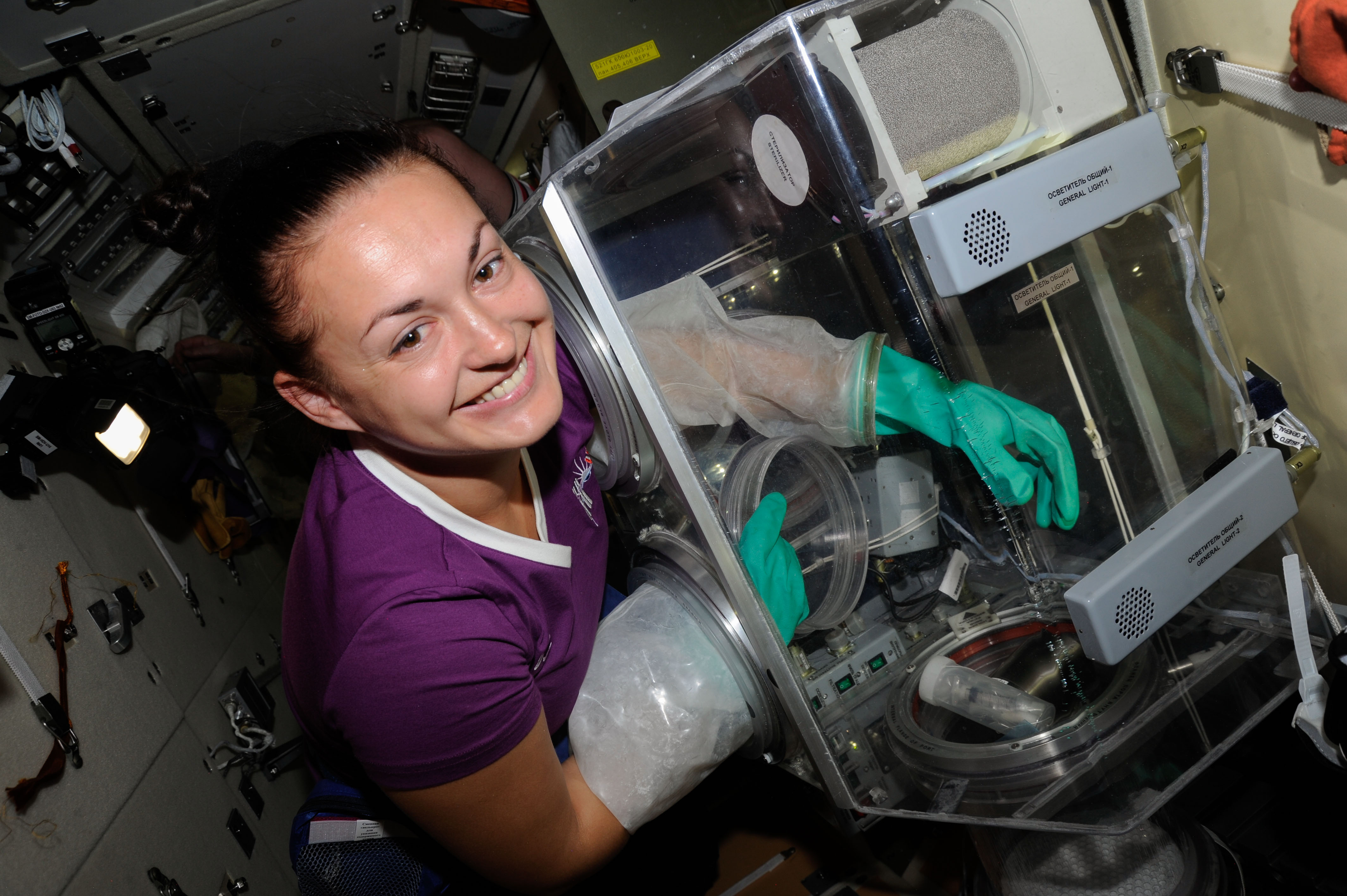
La cosmonauta rusa Elena Serova, ingeniera de vuelo de la Expedición 41, trabaja con muestras de prueba del experimento de cultivo de células Kaskaden el Módulo de Mini-Investigación Poisk 2 (MRM2) de la Estación Espacial Internacional, 2014.

Serova fue seleccionada como cosmonauta de pruebas a la edad de 30 en el grupo RKKE-14 en octubre de 2006, mientras trabajaba como ingeniera de vuelo.
Serova fue seleccionada para formar parte de la Expedición 41/42 en la  Estación Espacial Internacional, viajó a bordo de la Soyuz TMA-14M en septiembre de 2014.  Ella es la cuarta mujer cosmonauta rusa en viajar al espacio. Anteriormente Valentina Tereshkova, Svetlana Savítskaya y Yelena Kondakova han volado al espacio